# Kevin Nichols
Pour les articles homonymes, voir Nichols.
Kevin Nichols (né le 4 juillet 1955 à Grafton) est un coureur cycliste australien. Il a notamment été champion olympique de poursuite par équipes avec Michael Grenda, Michael Turtur, Dean Woods lors des Jeux olympiques de 1984. Il a auparavant participé aux Jeux de 1976 et 1980. Il a reçu la médaille de l'ordre d'Australie en 1985

## Palmarès

### Jeux olympiques
- 1976
  - 12e de la poursuite par équipes
- 1980
  - 6e de la poursuite par équipes
- 1984
  -  Champion olympique de poursuite par équipes (avec Michael Grenda, Michael Turtur, Dean Woods)

### Jeux du Commonwealth
- 1974
  -  Médaillé d'argent de la poursuite par équipes
- 1978
  -  Médaillé d'or de la poursuite par équipes (avec Colin Fitzgerald, Gary Sutton, Shane Sutton)
- 1982
  -  Médaillé d'or des 10 miles scratch
  -  Médaillé d'or de la poursuite par équipes (avec Michael Grenda, Michael Turtur, Gary West)